# Beatrix Delgado

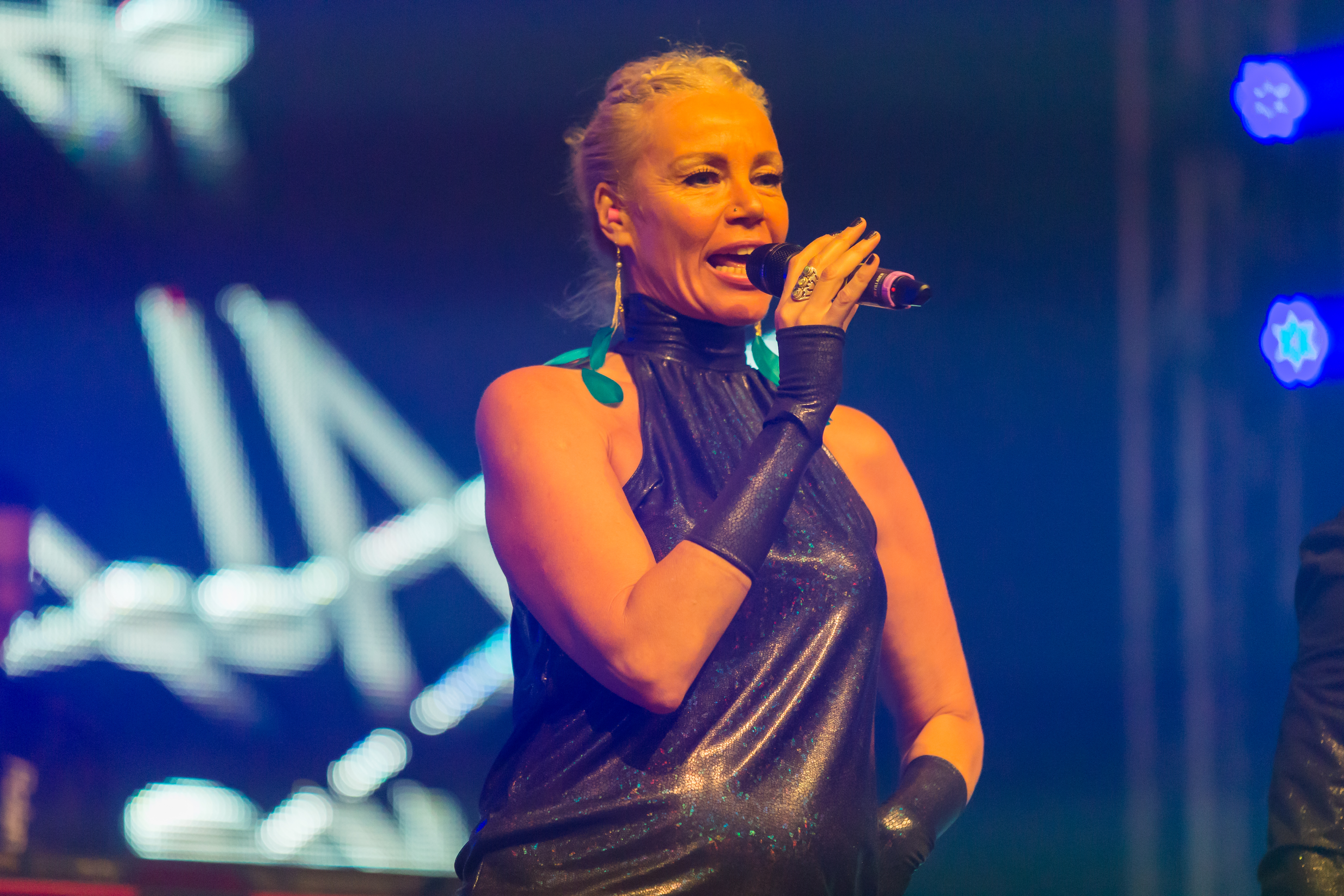
Beatrix Delgado bei einem Auftritt mit Masterboy in Mannheim bei Sunshine live „Die 90er – Live on Stage“ (2014)

Beatrix «Trixi» Delgado (* 21. Juni 1966 in Davos; eigentlich Beatrice Obrecht) ist eine Schweizer Sängerin. Ihren weltweiten Durchbruch schaffte Delgado Mitte der 1990er Jahre als Stimme des deutschen Eurodance-Projekts Masterboy.

## Werdegang
Delgado schloss sich 1993 den beiden Musikern Enrico Zabler und Tommy Schleh an. Erste Single, die sie gemeinsam mit Masterboy einspielte, war Everybody Needs Somebody, die im Sommer 1993 in zahlreichen Ländern die Hitparaden erreichte. Ihren grössten Erfolg feierte sie im Sommer 1994, als sie zusammen mit Masterboy und der Single Feel the Heat of the Night in Deutschland bis auf Platz 8 und in Frankreich bis auf Platz 2 der Charts stieg. Insgesamt nahm sie mit der Band drei Alben und 13 Singles auf.
Im Sommer 1996 trennte sich Delgado von der Band. Kurz nach der Trennung von Masterboy veröffentlichte sie unter dem Namen LaTour ihre erste Solosingle Falling for Your Love, die aber nicht zuletzt wegen der Insolvenz ihrer Plattenfirma Metronome Records floppte. 1998 nahm sie zusammen mit Nancy Rentzsch, der späteren Frau von DJ BoBo, die von dem Schweizer DJ produzierte Single Hold On to Your Dream auf. Sie wirkte auch als Studiosängerin bei dem Album Level 6 von DJ BoBo mit.
Nach fünf Jahren schloss sich Delgado 2001 wieder Masterboy an, ohne jedoch an die früheren Erfolge anknüpfen zu können.
Nachdem Masterboy eine kreative Pause eingelegt hatten, setzte Delgado ihre Zusammenarbeit mit Tommy Schleh und dessen Projekt Klubbingman fort und erreichte 2005 mit der Neuaufnahme Love Message wieder die Charts. Never Stop This Feeling war im August 2007 auf Platz 77 in den deutschen Charts.